# Santa Cecilia (Costa Rica)
Santa Cecilia è un distretto della Costa Rica facente parte del cantone di La Cruz, nella provincia di Guanacaste.